# Championnat de France de football de National
Pour les articles homonymes, voir Championnat de France féminin de football de troisième division.
Pour les articles homonymes, voir Championnat National, National, Nationale 1 et N1.
Le championnat de France de football de National est une compétition de football constituant le troisième niveau des compétitions masculines en France. Créé en 1993 sous l'appellation National 1 pour remplacer l'ancien championnat de France de football de troisième division en une poule unique, il se déroule annuellement sous la forme d'un championnat opposant dix-huit clubs professionnels et amateurs. Une saison du championnat commence en été et se termine au printemps suivant.
Organisé par la Fédération française de football, le National est le plus haut niveau amateur. Toutefois, il peut subsister quelques clubs au statut professionnel, notamment les clubs relégués récemment de Ligue 2 BKT. Originellement divisé en deux groupes de 18 clubs, le championnat a pris son nom et sa forme actuelle en 1997, date à partir de laquelle il oppose 20 clubs répartis en un seul groupe. Depuis 2013, il est réduit à 18 clubs. Les réserves professionnelles ne peuvent pas y participer.
À partir de la saison 2026-2027, il est prévu que le National devienne la Ligue 3 professionnelle.

## Histoire

### Vers un troisième niveau semi-professionnel
Dès la création de la Division Nationale en 1970, championnat provisoire destiné à assurer une transition entre la Division 2 professionnelle et la Division 2 open, de nombreuses critiques sont émises à son sujet, et le président de Paris-Joinville affirme : « ce National aurait une utilité s’il amenait dans l’avenir, des clubs des grandes villes comme Brest, au championnat professionnel de division 2 »
De ce fait, la Division 2 open, divisée en deux groupes de 18 équipes chacun est jugée comme « un poids considérable pour le football français » en raison de sa « faible qualité de jeu » et de son « hétérogénéité ». Pour pallier cette situation, la Fédération française de football engage une grande réforme appliquée en 1993. Ainsi, en 1991-1992, juste avant la réforme, le championnat de France se composait d'une Division 1 professionnelle à 20 clubs, d'une Division 2 de deux groupes de 18 clubs professionnels et amateurs, d'une Division 3 de six groupes de 16 clubs amateurs et réserves professionnelles, et d'une Division 4 de huit groupes de 14 clubs amateurs. Conséquemment, les championnats nationaux comptaient 264 équipes inscrites.
Pour la concrétisation de sa réforme, la FFF décide que la Division 2 1992-1993 verrait les équipes classées de la douzième à la dix-huitième place de chaque groupe, soit 14 équipes, reversées dans un nouveau championnat de troisième niveau : le National 1, qui remplace la Division 3. Ainsi, en 1993-1994, la Division 2 compte un groupe unique de 22 équipes professionnelles. Les meilleures équipes de chaque groupe de l'ancienne Division 3 complètent le nouveau championnat de National 1.
La création du National 1 s'accompagne de la création du championnat de National 2 au quatrième niveau national en lieu et place de la Division 4, dont la plupart des clubs vont alimenter un nouveau cinquième niveau national : le National 3.
Le nouveau championnat de National 1 compte deux groupes de 18 équipes professionnelles et amateur. De ce fait, il récupère la formule de l'ancienne Division 2 open. Le premier règlement prévoit la promotion des deux premiers de chaque groupe en Division 2 et la relégation des trois derniers de chaque groupe en National 2.

### Le National 1 (1993-1997)
Le Championnat National est créé en 1993 sous le nom de National 1 à la suite d'une réforme des compétitions. Il remplace l'ancienne Division 3 créée en 1970. De 1993 à 1997, le National 1 est constitué de deux groupes de dix-huit équipes en remplacement des 6 groupes de 16 équipes de l'ancienne Division 3.

### Le National à vingt clubs (1997-2013)
En 1997, le National 1 change de nom pour s'appeler désormais National.
En 2005, le National est marqué par l'affaire de la non-montée en Ligue 2 de l'ASOA Valence. Le club, relégué de Ligue 2, venait d'atteindre l'objectif de remontée immédiate à l'échelon supérieur grâce à une seconde place en National 2004-2005 mais la DNCG s'est opposée à sa montée en raison de son déficit de 1 300 000 €. Le club drômois est contraint de repartir en Division d'Honneur (soit au sixième échelon).
De la saison 1997-1998 jusqu'à la saison 2012-2013, le National comprend un groupe unique de vingt clubs. Cependant, pour la saison 2010-2011, à la suite de la réintégration à la dernière minute par la DNCG du RC Strasbourg (qui devait au préalable être rétrogradé en CFA pour raisons financières), le National comprenait 21 clubs.
Depuis cette date, le National 1 a aussi plus de relégations à cause du plus grand nombre de clubs, ce qui permet aux différents groupes de CFA d'avoir plus de clubs promus dans cette ligue.

### Le National semi-professionnel à dix-huit clubs (2013-2023)

Ancien logo du National.

En 2011, la Fédération française de football s'engage dans une grande réforme de ses compétitions, dans l'objectif de rendre les championnats plus attractifs et d'en augmenter le niveau et la qualité. Dans l'optique d'un passage à 18 clubs, la saison 2012-2013 est marquée par six relégations sportives au lieu de quatre. Ainsi, à partir de 2013-2014, le National ne compte plus que 18 clubs au lieu de vingt.
En dehors des clubs professionnels, les joueurs évoluent généralement sous contrat fédéral, à 1 831,5 euros brut par mois pour la saison 2012-2013. À terme, la question de la professionnalisation de ce championnat se pose, à l'instar d'autres grands pays européens comme l'Allemagne où la troisième division est professionnelle depuis la saison 2008-09. La Ligue de football professionnel est cependant réticente face à la nécessité de partager ses recettes (droits de retransmission télévisée, etc.) entre 58 clubs actuellement [réf. nécessaire].
En 2014, Luzenac AP se voit refuser la montée, pourtant obtenue sportivement, en raison de la capacité insuffisante de son stade. Le club doit repartir en Régional 1 et ne sera dédommagé que de 2 000 euros[réf. nécessaire].
À partir de la saison 2016-2017, le troisième du championnat doit passer par un barrage contre le 18e de Ligue 2 pour monter, alors que les 4 derniers sont relégués en National 2[réf. nécessaire].
En 2021, les clubs de National demandent la création d'une Ligue 3 professionnelle pour remplacer le National, alors que quasiment tous les joueurs vivent déjà du foot dans cette division. Leur argument s'appuie sur la réforme de la LFP, qui passe la Ligue 1 et la Ligue 2 à 18 clubs, de ce fait, huit clubs professionnels vont descendre de Ligue 2 en National (4 descentes au lieu de 3 en 2023 et 2024). Mais ce championnat est refusé par Philippe Diallo, président de la FFF.

### Un championnat qui tend vers le professionnalisme (depuis 2023)
À la suite du passage de la Ligue 1 et Ligue 2 à 18 clubs, le National se retrouve en 2023 avec 9 clubs professionnels : Le Mans, Niort, le Red Star, Orléans, Nimes, Dijon, Nancy, Châteauroux et Sochaux, sauvé in extremis en National après sa relégation administrative. L'autre moitié des clubs gardent le statut amateur. Après 2 saisons à 6 descentes, le National passe à 3 descentes seulement à partir de la saison 2024-2025, en raison de la suppression du 4e groupe en National 2. La saison suivante, ils sont 10 clubs professionnels sur 17, après la rétrogradation de Bordeaux en N2. Le 16 janvier 2025, lors d'une conférence de presse, Philippe Diallo dévoile le projet de création d'une Ligue 3 professionnelle à compter de la saison 2026-2027. Près de dix millions de spectateurs ont regardé les rencontres de National sur les réseaux sociaux de la FFF pour la saison 2024-2025.
Le 14 juin 2025, la FFF officialise le lancement de la Ligue 3 à compter de la saison 2026-2027. Le format de ce championnat professionnel à dix-huit clubs sera le suivant : les deux premières équipes accèderont directement à la Ligue 2, les équipes classées de la troisième à la sixième place participeront à un play-off permettant d'affronter le seizième de Ligue 2 : la formation ayant terminé à la troisième place affrontera celle qui s'est classée à la sixième position, tandis que le quatrième défiera le cinquième. L'équipe qui est la mieux classée aura l'avantage de recevoir son adversaire. À la suite de ces deux confrontations à élimination directe, les deux vainqueurs s'affronteront sur le terrain de l'équipe la mieux classée. Ce n'est que le vainqueur de cette confrontation qui pourra défier le seizième de Ligue 2 lors d'une confrontation directe. Enfin, les équipes classées aux trois dernières positions descendront en National 2.

## Palmarès et statistiques

### Palmarès par saison
La Fédération française de football a établi un palmarès prenant en compte toutes les saisons disputées sous les appellations National 1 et National, c'est-à-dire les éditions du championnat de troisième niveau depuis 1993.
Ainsi, depuis 1993, seul le Red Star FC en 2015, 2018 et 2024 a remporté trois titres de champion. Le fait que les meilleures équipes soient promues en Ligue 2 rend impossible le fait qu'un même club remporte deux titres consécutifs.

#### National 1 (1993-1997)
| Saison    | Champion            | Vice-champion  |
| --------- | ------------------- | -------------- |
| 1993-1994 | LB Châteauroux      | EA Guingamp    |
| 1994-1995 | FC Lorient          | SAS Épinal     |
| 1995-1996 | Sporting Toulon Var | Stade briochin |
| 1996-1997 | Nîmes Olympique     | ES Wasquehal   |

#### National (depuis 1997)
| Saison    | Champion                 | Vice-champion               | Troisième                        |
| --------- | ------------------------ | --------------------------- | -------------------------------- |
| 1997-1998 | AC Ajaccio               | CS Sedan-Ardennes           | US Créteil-Lusitanos (non promu) |
| 1998-1999 | CS Louhans-Cuiseaux      | US Créteil-Lusitanos        | Gazélec Ajaccio (non promu)      |
| 1999-2000 | AS Beauvais              | FC Martigues                | Angers SCO                       |
| 2000-2001 | Grenoble Foot 38         | Amiens SC                   | FC Istres                        |
| 2001-2002 | Clermont Foot            | Stade de Reims              | ASOA Valence                     |
| 2002-2003 | Besançon RC              | Angers SCO                  | FC Rouen                         |
| 2003-2004 | Stade de Reims           | Stade brestois              | Dijon FCO                        |
| 2004-2005 | Valenciennes FC          | ASOA Valence (non promu)    | FC Sète                          |
| 2005-2006 | Chamois niortais FC      | Tours FC                    | FC Libourne-Saint-Seurin         |
| 2006-2007 | Clermont Foot (2)        | US Boulogne CO              | Angers SCO                       |
| 2007-2008 | Vannes OC                | Tours FC                    | Nîmes Olympique                  |
| 2008-2009 | FC Istres                | Stade lavallois             | AC Arles-Avignon                 |
| 2009-2010 | Évian Thonon Gaillard FC | Stade de Reims              | ES Troyes AC                     |
| 2010-2011 | SC Bastia                | Amiens SC                   | EA Guingamp                      |
| 2011-2012 | Nîmes Olympique (2)      | Chamois niortais FC         | Gazélec Ajaccio                  |
| 2012-2013 | US Créteil-Lusitanos     | FC Metz                     | CA Bastia                        |
| 2013-2014 | US Orléans LF            | Luzenac AP (non promu)      | Gazélec Ajaccio                  |
| 2014-2015 | Red Star FC              | Paris FC                    | FC Bourg-Péronnas                |
| 2015-2016 | RC Strasbourg            | US Orléans LF               | Amiens SC                        |
| 2016-2017 | LB Châteauroux (2)       | US Quevilly-Rouen Métropole | Paris FC (promu)                 |
| 2017-2018 | Red Star FC (2)          | AS Béziers                  | Grenoble Foot 38                 |
| 2018-2019 | Rodez AF                 | FC Chambly Oise             | Le Mans FC                       |
| 2019-2020 | Pau FC (non titré)       | USL Dunkerque               | US Boulogne CO (non promu)       |
| 2020-2021 | SC Bastia (2)            | US Quevilly-Rouen Métropole | FC Villefranche Beaujolais       |
| 2021-2022 | Stade lavallois          | FC Annecy                   | FC Villefranche Beaujolais       |
| 2022-2023 | US Concarneau            | USL Dunkerque               | Red Star FC (non promu)          |
| 2023-2024 | Red Star FC (3)          | FC Martigues                | Chamois niortais FC (non promu)  |
| 2024-2025 | AS Nancy-Lorraine        | Le Mans FC                  | US Boulogne CO (promu)           |

### Palmarès par club
| Rang | Clubs                    | 2024-2025  | Titre(s) | Année(s)         |
| ---- | ------------------------ | ---------- | -------- | ---------------- |
| 1    | Red Star FC              | Ligue 2    | 3        | 2015, 2018, 2024 |
| 2    | Clermont Foot            | Ligue 2    | 2        | 2002, 2007       |
| 2    | Nîmes Olympique          | National   | 2        | 1997, 2012       |
| 2    | LB Châteauroux           | National   | 2        | 1994, 2017       |
| 2    | SC Bastia                | Ligue 2    | 2        | 2011, 2021       |
| 6    | FC Lorient               | Ligue 2    | 1        | 1995             |
| 6    | SC Toulon                | National 2 | 1        | 1996             |
| 6    | AC Ajaccio               | Ligue 2    | 1        | 1998             |
| 6    | CS Louhans-Cuiseaux      | National 3 | 1        | 1999             |
| 6    | AS Beauvais              | National 2 | 1        | 2000             |
| 6    | Grenoble Foot 38         | Ligue 2    | 1        | 2001             |
| 6    | Besançon RC              | National 3 | 1        | 2003             |
| 6    | Stade de Reims           | Ligue 1    | 1        | 2004             |
| 6    | Valenciennes FC          | National   | 1        | 2005             |
| 6    | Chamois niortais FC      | National   | 1        | 2006             |
| 6    | Vannes OC                | National 3 | 1        | 2008             |
| 6    | FC Istres                | National 2 | 1        | 2009             |
| 6    | Évian Thonon Gaillard FC | National 3 | 1        | 2010             |
| 6    | US Créteil-Lusitanos     | National 2 | 1        | 2013             |
| 6    | US Orléans               | National   | 1        | 2014             |
| 6    | RC Strasbourg            | Ligue 1    | 1        | 2016             |
| 6    | Rodez AF                 | Ligue 2    | 1        | 2019             |
| 6    | Stade lavallois          | Ligue 2    | 1        | 2022             |
| 6    | US Concarneau            | National   | 1        | 2023             |
| 6    | AS Nancy-Lorraine        | National   | 1        | 2025             |

### Statistiques et records

#### Double montée National/Ligue 2/Ligue 1
Depuis la création du National en 1993, 11 clubs ont réussi l'exploit d’enchaîner deux montées consécutives pour se hisser jusqu'en Ligue 1 d'une saison sur l'autre, 4 clubs sont même parvenus à remporter les deux titres de champion de France mis en jeu dans chacun des deux championnats, il s'agit dans l'ordre chronologique de :
1. EA Guingamp (vice champion de National 1 en 1994 et 2e de division 2 en 1995)
2. CS Sedan-Ardennes (2e de National en 1998, 2e de Division 2 en 1999)
3. Toulouse Football Club (4e de National en 2002, champion de Ligue 2 en 2003) - Nota : en 2002, les quatre premiers étaient promus pour cause de réforme du championnat de L1 (passage de 18 à 20 clubs)
4. Valenciennes FC (champion de National en 2005, champion de Ligue 2 en 2006) Dans l'histoire du football français c'est la première fois qu'un club réalise un doublé dans 2 niveaux différents.
5. AC Arles-Avignon (3e de National en 2009, 3e de Ligue 2 en 2010)
6. Évian Thonon Gaillard FC (champion de National en 2010, champion de Ligue 2 en 2011)
7. SC Bastia (champion de National en 2011, champion de Ligue 2 en 2012)
8. FC Metz (2e de National en 2013, champion de Ligue 2 en 2014)
9. GFC Ajaccio (3e de National en 2014, 2e de Ligue 2 en 2015)
10. RC Strasbourg (champion de National en 2016, champion de Ligue 2 en 2017)
11. Amiens SC (3e de National en 2016, 2e de Ligue 2 en 2017)

#### Évolution du nombre de buts marqués chaque saison
La moyenne se base uniquement sur les saisons à 18 clubs (système actuel), soit 11 571 buts en 16 saisons, ce qui représente une moyenne de 723,19 buts par saison. Les saisons non prises en compte dans les calculs sont les suivantes :
- le groupe B de la saison 1993-1994 se joue à 16 clubs à la suite du forfait général du JGA Nevers et du FC Annecy.
- le groupe A de la saison 1995-1996 se joue à 17 clubs à la suite du forfait général du SCO Roubaix.
- la saison 1997-1998 se joue à 18 clubs à la suite du forfait général du FCO Charleville et du FC Bourges.
- la saison 1998-1999 se joue à 19 clubs à la suite du forfait général du Sporting Toulon.
- la saison 2010-2011 se joue à 21 clubs et prend en compte le forfait du FC Gueugnon sur les 8 dernières journées sur le score de 3-0.
- la saison 2017-2018 se joue à 17 clubs à la suite de la rétrogradation du SC Bastia.
- la saison 2019-2020 est interrompue après 25 journées à cause de la pandémie de Covid-19.
- la saison 2024-2025 se joue à 17 clubs à la suite de la rétrogradation des Girondins de Bordeaux.

#### Meilleurs buteurs
| Saison    | Buteur                                                | Buts  | Club                                  |
| --------- | ----------------------------------------------------- | ----- | ------------------------------------- |
| 1993-1994 | Stéphane Guivarc'h (Gr. A) Jean-Noël Cabezas (Gr. B)  | 25 22 | EA Guingamp Sporting Club de Toulon   |
| 1994-1995 | Bernard Bouger (Gr. A) Dominique Corroyer (Gr. B)     | 27 30 | FC Lorient FC Rouen                   |
| 1995-1996 | Sébastien Cuvier (Gr. A) Gilles Constantinian (Gr. B) | 22 18 | ATAC Troyes Olympique Grenoblois      |
| 1996-1997 | Joël Tiéhi (Gr. A) Farid Soudani (Gr. B)              | 22 24 | Saint-Denis Saint-Leu FC GFCO Ajaccio |
| 1997-1998 | Cyril Cassèse                                         | 15    | ES Fréjus                             |
| 1998-1999 | Patrick Van Kets                                      | 19    | Gazélec Ajaccio                       |
| 1999-2000 | Jacques Rémy                                          | 23    | FC Martigues                          |
| 2000-2001 | Christophe Meslin Hocine Lachaab                      | 21    | Gazélec Ajaccio (2) Valenciennes FC   |
| 2001-2002 | Kor Sarr                                              | 22    | AS Angoulême-Charente 92              |
| 2002-2003 | Mallo Diallo                                          | 18    | Dijon FCO                             |
| 2003-2004 | Sébastien Heitzmann                                   | 22    | Dijon FCO (2)                         |
| 2004-2005 | Steve Savidan                                         | 19    | Valenciennes FC (2)                   |
| 2005-2006 | Jawad El Hajri Jérémy Perbet                          | 23    | US Boulogne AS Moulins                |
| 2006-2007 | Grégory Thil                                          | 31    | US Boulogne (2)                       |
| 2007-2008 | Youssef Adnane                                        | 20    | AS Cherbourg                          |
| 2008-2009 | Eyemen Henaini                                        | 20    | AC Arles-Avignon                      |
| 2009-2010 | Cédric Fauré                                          | 25    | Stade de Reims                        |
| 2010-2011 | Thibault Giresse                                      | 21    | EA Guingamp                           |
| 2011-2012 | Seydou Koné                                           | 21    | Nîmes Olympique                       |
| 2012-2013 | Romain Pastorelli                                     | 26    | CA Bastia                             |
| 2013-2014 | Ande Dona Ndoh                                        | 22    | Luzenac AP                            |
| 2014-2015 | Kévin Lefaix Pape Sané                                | 21    | Red Star FC Bourg-Péronnas            |
| 2015-2016 | Kévin Fortuné Farid Beziouen                          | 17    | AS Béziers US Avranches               |
| 2016-2017 | Umut Bozok                                            | 18    | Marseille Consolat                    |
| 2017-2018 | Jamal Thiaré                                          | 15    | US Avranches                          |
| 2018-2019 | Kévin Rocheteau                                       | 15    | SO Cholet                             |
| 2019-2020 | Achille Anani                                         | 15    | Bourg-en-Bresse                       |
| 2020-2021 | Andrew Jung                                           | 21    | US Quevilly-Rouen                     |
| 2021-2022 | Pape Meïssa Ba                                        | 21    | Red Star FC                           |
| 2022-2023 | Fahd El Khoumisti                                     | 16    | Le Mans FC US Concarneau              |
| 2023-2024 | Diawoye Diarra Alan Kerouedan                         | 15    | Marignane-Gignac CBFC US Avranches    |
| 2024-2025 | Fahd El Khoumisti                                     | 17    | US Orléans                            |

#### Meilleurs joueurs
Depuis la saison 2009-2010, un trophée du meilleur joueur de National est attribué. Ce sont les entraîneurs qui l'élisent en donnant 3 et 1 point aux deux meilleurs joueurs de l'équipe adverse.
| Saison    | Joueur            | Club                            |
| --------- | ----------------- | ------------------------------- |
| 2009-2010 | Laurent David     | Stade plabennecois              |
| 2010-2011 | Laurent David     | Stade plabennecois (2)          |
| 2011-2012 | Jordi Delclos     | EFC Fréjus-Saint-Raphaël        |
| 2012-2013 | N'Golo Kanté      | US Boulogne                     |
| 2013-2014 | Ande Dona Ndoh    | Luzenac AP                      |
| 2014-2015 | Pape Sané         | Bourg-Péronnas                  |
| 2015-2016 | Nicolas Pépé      | US Orléans                      |
| 2016-2017 | Medhy Guezoui     | US Quevilly-Rouen Métropole     |
| 2017-2018 | Dorian Bertrand   | SO Cholet                       |
| 2018-2019 | Kévin Rocheteau   | SO Cholet (2)                   |
| 2019-2020 | Non attribué      | Non attribué                    |
| 2020-2021 | Andrew Jung       | US Quevilly-Rouen Métropole (2) |
| 2021-2022 | Fahd El Khoumisti | US Concarneau                   |
| 2022-2023 | Amine Boutrah     | US Concarneau (2)               |
| 2023-2024 | Merwan Ifnaoui    | Red Star FC                     |
| 2024-2025 | Yassine Benhattab | Aubagne FC                      |

#### Affluences

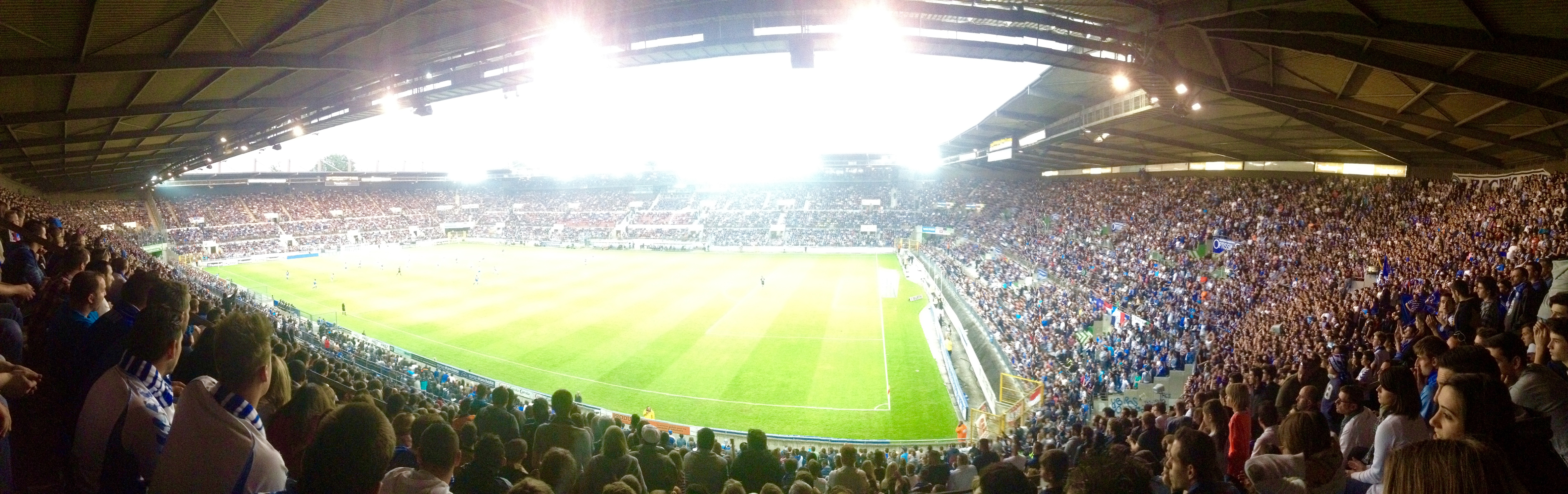
La rencontre RC Strasbourg-US Colomiers, record actuel de National avec 27820 spectateurs recensés à la Meinau.

Le Championnat National rassemble en moyenne 2 000 spectateurs par match pour la saison 2013/2014.
Le record en termes d'affluence moyenne par match date de la saison 2015-2016, et est détenu par le RC Strasbourg avec 15 916 spectateurs par match, ce qui classe ce club non seulement premier de National, mais également 13e toutes divisions confondues pour la saison 2015-2016. Le record précédent lui était également attribué avec 13 310 spectateurs en moyenne par match.
Le record d'affluence sur un match est détenu par le Racing Club de Strasbourg lors de la saison 2014-2015 avec 27 820 spectateurs le vendredi 22 mai, lors de la 34e journée et la réception de l'US Colomiers, le club de Colomiers n'ayant officiellement envoyé aucun supporter en déplacement, la tribune Visiteurs a été exceptionnellement ouverte aux Strasbourgeois.
| Rang | Rencontre                        | Saison    | Journée | date     | Affluence |
| ---- | -------------------------------- | --------- | ------- | -------- | --------- |
| 1    | RC Strasbourg - US Colomiers     | 2014-2015 | J34     | 22.05.15 | 27 820    |
| 2    | RC Strasbourg - USL Dunkerque    | 2015-2016 | J34     | 03.06.16 | 26 145    |
| 3    | RC Strasbourg - Amiens SC        | 2015-2016 | J32     | 13.05.16 | 26 053    |
| 4    | RC Strasbourg - SR Colmar        | 2015-2016 | J8      | 26.09.15 | 26 022    |
| 5    | RC Strasbourg - SR Colmar        | 2014-2015 | J21     | 13.02.15 | 25 096    |
| 6    | RC Strasbourg - CA Bastia        | 2015-2016 | J31     | 06.05.16 | 23 574    |
| 7    | Le Mans FC - FC Versailles 78    | 2024-2025 | J34     | 16.05.25 | 23 154    |
| 8    | RC Strasbourg - SR Colmar        | 2013-2014 | J28     | 11.04.14 | 20 403    |
| 9    | RC Strasbourg - Luçon VF         | 2015-2016 | J29     | 22.04.16 | 19 292    |
| 10   | AS Nancy Lorraine - Le Puy Foot  | 2022-2023 | J33     | 20.05.23 | 19 064    |
| 11   | Le Mans FC - Stade lavallois MFC | 2018-2019 | J13     | 10.11.18 | 18 985    |
| 12   | FC Metz - AS Cherbourg           | 2012-2013 | J37     | 17.05.13 | 18 545    |

#### Longévité
Le Pau Football Club (de 1998-1999 à 2007-2008), l'AS Cannes (de 2001-2002 à 2010-2011), l'US Boulogne (2012-2013 à 2021-2022) et l'US Avranches (2014-2015 à 2023-2024) détiennent le record de longévité en National, avec 10 saisons jouées consécutivement.

## Participation aux compétitions européennes
En tant que championnat de troisième niveau, le National n'offre pas de place qualificative pour les compétitions européennes. Toutefois, les clubs de National sont éligibles à la place offerte par une victoire en Coupe de France. Ainsi, il est déjà arrivé qu'un club de National dispute une compétition continentale.
En 1996, le Nîmes Olympique, bien que premier relégué en National 1, atteint la finale de la Coupe de France, perdue contre l'AJ Auxerre. Ce parcours exceptionnel couplé au doublé coupe-championnat de l'AJA qualifie Nîmes Olympique pour la Coupe d'Europe des vainqueurs de coupe la saison suivante. Le club gardois atteint les huitièmes de finale, où il est éliminé en match aller-retour par l'AIK Fotboll, un club suédois.
L'Amiens SC, finaliste face au RC Strasbourg en Coupe de France 2000-2001 n'aura pas la chance du Nîmes Olympique. En 2011-2012, l'US Quevilly, finaliste face à l'Olympique lyonnais, n'est pas non plus qualifié pour les échéances européennes.

## Organisation

### Format de la compétition
Contrairement à l'ancienne Division 3, le National n'est pas ouvert aux meilleures réserves des clubs professionnels. Celles-ci évoluent désormais au mieux en National 2, le quatrième niveau des compétitions.
Depuis la réforme des championnats de la Fédération française de football de 2013, le championnat National compte désormais 18 clubs. Clubs amateurs et professionnels se côtoient en National. Les relégués de Ligue 2 ont le droit de conserver leur statut professionnel pendant les deux saisons suivant leur descente, ce qui limite à six le nombre de clubs professionnels en National. Des dérogations sont possibles pour augmenter temporairement ce nombre.
| \| Quevilly-RM US Concarneau Valenciennes FC LB Châteauroux Dijon FCO Le Mans FC AS Nancy-Lorraine Nîmes Olympique FC Sochaux-M. US Orléans FC Rouen FC Versailles FC Villefranche Aubagne FC Paris 13 US Boulogne Bourg-Péronnas \| Localisation des clubs engagés dans le championnat. |
| Quevilly-RM US Concarneau Valenciennes FC LB Châteauroux Dijon FCO Le Mans FC AS Nancy-Lorraine Nîmes Olympique FC Sochaux-M. US Orléans FC Rouen FC Versailles FC Villefranche Aubagne FC Paris 13 US Boulogne Bourg-Péronnas                                                           |

| Club                        | Depuis | Entraîneur           | Stade                  | Capacité théorique | Nombre de saisons en 2024-2025 |
| --------------------------- | ------ | -------------------- | ---------------------- | ------------------ | ------------------------------ |
| US Quevilly Rouen Métropole | 2024   | David Carré          | Stade Robert-Diochon   | 8 372              | 4                              |
| US Concarneau               | 2024   | Stéphane Rossi       | Stade Guy-Piriou       | 2 539              | 7                              |
| Valenciennes FC             | 2024   | Vincent Hognon       | Stade du Hainaut       | 25 172             | 8                              |
| Dijon FCO                   | 2019   | Baptiste Ridira      | Stade Gaston-Gérard    | 15 459             | 5                              |
| Le Mans FC                  | 2020   | Patrick Videira      | Stade Marie-Marvingt   | 25 064             | 5                              |
| AS Nancy-Lorraine           | 2022   | Pablo Correa         | Stade Marcel-Picot     | 20 087             | 2                              |
| FC Rouen                    | 2023   | Régis Brouard        | Stade Robert-Diochon   | 8 372              | 8                              |
| FC Sochaux-Montbéliard      | 2023   | Frédéric Bompard     | Stade Auguste-Bonal    | 20 005             | 1                              |
| FC Versailles               | 2022   | Jordan Gonzalez      | Stade Walter-Luzi      | 4 550              | 2                              |
| US Orléans                  | 2020   | Hervé Della Maggiore | Stade de la Source     | 6 866              | 9                              |
| Nîmes Olympique             | 2023   | Adil Hermach         | Stade des Antonins     | 8 033              | 10                             |
| LB Châteauroux              | 2021   | Cris                 | Stade Gaston-Petit     | 14 472             | 6                              |
| FC Villefranche-Beaujolais  | 2018   | Laurent Combarel     | Stade Armand Chouffet  | 3 500              | 6                              |
| Aubagne FC                  | 2024   | Gabriel Santos       | Stade Saint-Exupéry    | 1 500              | 0                              |
| Paris 13 Atletico           | 2024   | Maxence Flachez      | Stade Pelé             | 995                | 1                              |
| US Boulogne CO              | 2024   | Fabien Dagneaux      | Stade de la Libération | 5 570              | 13                             |
| Bourg-en-Bresse 01          | 2024   | David Le Frapper     | Stade Marcel-Verchère  | 8 840              | 9                              |

### Éléments de règlement
En National, le barème de points est le suivant : 3 points pour une victoire, un point pour un match nul et aucun point pour une défaite. Depuis la réforme des championnats de la Fédération française de football de 2013, le championnat National, qui compte désormais 18 clubs, voit les deux équipes arrivées en tête promues en Ligue 2 et obtenir le statut professionnel. Le troisième affronte le club classé 16e en L2 la saison précédente ; le vainqueur joue en Ligue 2 la saison suivante, le perdant jouera en National. Un club amateur promu en Ligue 2, où le statut professionnel est obligatoire, peut refuser la montée s'il décide de ne pas changer de statut. Dans ce cas, le premier relégable de Ligue 2 est repêché.
Les quatre équipes classées de la quinzième à la dix-huitième place sont quant à elles reléguées en National 2 pour l'exercice suivant. La descente en National 2 s'accompagne automatiquement de la perte du statut professionnel. Les autres équipes sont maintenues en National, sauf décision administrative contraire.
En cas d'égalité de points au classement, les équipes sont départagées selon les critères suivants :
- Résultat lors des face-à-face ;
- Différence de buts lors des face-à-face ;
- Différence de buts générale ;
- Nombre de buts inscrits dans la compétition ;
- Classement selon le Carton Bleu (Classement du fair-play) ;
- Tirage au sort.

Si une équipe est rétrogradée administrativement ou décide de se retirer du championnat, les repêchages concernent les équipes reléguées dans l'ordre de leur classement final. Si le repêchage de tous les relégables ne permet pas d'atteindre le compte des 18 clubs, les meilleurs deuxièmes de National 2 sont alors promus en National.
Les clubs participants au National sont dans l'obligation d'engager leur équipe première en Coupe de France, une équipe U19 en coupe Gambardella 2014-2015, une équipe réserve sénior en championnat, et deux équipes de jeunes.

## Aspects socio-économiques

### Éléments économiques et financiers
Dans les années 1990, les clubs de National 1 se sentent lésés financièrement par les subventions régionales. Ainsi, en 1994, le président de l'US Avranches démissionne en affirmant ceci à la presse : « Comment ne pas réagir lorsque l’on prend connaissance des subventions du Conseil régional : 3,5 millions de francs au Stade Malherbe de Caen, 1 million au basket de Caen, 700 000 francs au Hockey club de Caen. Pour nous, deuxième club de football de Basse-Normandie, rien. [...] Sans jalousie aucune, je constate l’injustice et je suis las du système ».
Les clubs reçoivent des indemnités de déplacement de la part de la FFF. En 2011, elles s'élevaient à 150 000 € fixes plus 7 € par kilomètre, soit environ 255 000 €.
En 2013-2014, le prix moyen d'un billet de National est de 6,70 € pour des recettes totales d'environ 2,9 millions.
Pour la saison 2015-2016, le prix du billet le plus élevé est de 20 €, le tarif "Gala" du RC Strasbourg[réf. nécessaire].

### Couverture médiatique

#### Presse écrite et numérique
Les journaux régionaux accordent une place importante aux clubs de National dans leurs pages. C'est le cas notamment de L'Alsace et des Dernières Nouvelles d'Alsace pour le RC Strasbourg et les SR Colmar, d'Ouest-France pour l'US Avranches, le Vendée Luçon Football et le Vendée Poiré-sur-Vie Football, du Parisien pour le Red Star Football Club et le Paris FC, du Courrier Picard pour le FC Chambly, de La Voix du Nord pour l'US Boulogne CO et l'USL Dunkerque, ou encore de La République des Pyrénées et Sud-Ouest pour le Pau Football Club[réf. nécessaire].
Le webmédia Foot-national.com, qui publie régulièrement des mises à jour sur le championnat National, diffuse occasionnellement des matchs en streaming sur son site web. Le site web propose également un service de matchs en direct avec évolution instantanée des scores et des classements.
Depuis 2024 le média NationalFootball couvre l'actualité de la division sur divers réseaux sociaux comme X, Instagram et Facebook. Il anime également une communauté de passionnés sur la plateforme Discord. Ce jeune média a pour objectif de changer le regard des fans de football en France en mettant en avant les divisions inférieures du football français trop peu couvertes par les médias traditionnels.

#### Radiodiffusion
Le réseau Ici, anciennement France Bleu, couvre le National grâce à ses antennes régionales partout en France. Par exemple, en 2014-2015, France Bleu Picardie retransmet en direct tous les matchs de l'Amiens Sporting Club Football et encourage le club sur les réseaux sociaux avec le hashtag #AllezAmiens. Le 25 mai 2015, à l'issue de la saison, France Bleu Alsace organise une émission spéciale de 26 minutes sur le Racing Club de Strasbourg. À noter également que le hashtag #AllezRacing est régulièrement utilisé par le club strasbourgeois. Sur Twitter, les matchs de Strasbourg sont à trois reprises dans les sujets les plus discutés de France[réf. nécessaire].
Lors de la saison 2022-2023, France Bleu Lorraine couvre en intégralité tous les matchs de l'AS Nancy Lorraine, le club Lorrain disputant pour la première fois une saison en National. Une émission (100% ASNL) évoque chaque jour pendant 30 minutes l'actualité du club. Elle est très suivie par les supporters Nancéiens et fait partie des émissions les plus réécoutées du réseau France Bleu.

#### Retransmission télévisuelle
En 2010-2011, les matchs du RC Strasbourg contre Amiens SC, les SR Colmar, et l'AS Cannes sont retransmises en direct respectivement par France 3 Picardie, France 3 Alsace et France 3 Côte d'Azur. Très peu d'autres rencontres sont diffusées à la télévision.
À l'occasion de la saison 2012-2013, la Fédération française de football diffuse avec le site Dailymotion un match à chaque journée en streaming gratuit. Il s'agit de la première fois en France qu'un championnat est diffusé gratuitement et est accessible à tous. La première rencontre diffusée est Amiens SC-SR Colmar. Ce projet est dirigé par l'ancien joueur David Théophile à travers sa société Visiofoot. Le dispositif comprend 4 caméras. Emmanuel Moine est aux commentaires, accompagné d'un consultant issu du club qui joue à domicile. Antoine Gubetti (remplacé au bout de 6 matchs par Vincent Magniez) est, quant à lui, sur le bord de terrain pour recueillir les impressions des joueurs et entraîneurs. Lors de la dernière journée (Poiré Sur Vie - Vannes OC) le bilan de cette retransmission se résume en chiffres : Plus de 2 millions de connexions (près de 45 000/match en moyenne), 70 buts en direct le tout dans les 14 stades.
De la saison 2013-2014 à la saison 2015-2016, Ma chaine sport diffuse 1 match par journée et 3 en mini-multiplex les deux dernières journées.
Dès la saison 2016-2017, c'est le Groupe Canal+ qui rachète les droits de diffusion. 1 match par journée est diffusé sur Canal+ Foot, ainsi qu'un mini-multiplex de 3 rencontres pendant la dernière journée de la phase aller ainsi qu'aux 2 dernières journées de la saison. Le contrat court jusqu'en 2024. Quant au reste des rencontres du championnat, elles sont diffusés gratuitement sur le site web de la FFF. Une émission est proposée depuis la saison 2022-2023 sur la chaîne YouTube du Championnat National FFF présentée par Emmanuel Moine et Vincent Magniez après chaque journée de championnat. Elle consiste à faire le tour des stades de chaque rencontre avec les commentaires des journalistes sur place et réactions des joueurs.
Pour la deuxième partie de la saison 2023-2024, deux rencontres par journée sont diffusées sur DAZN (dont une affiche en co-diffusion avec Canal +). En 2024-2025, l'intégralité des rencontres est diffusée gratuitement sur les réseaux sociaux de la FFF. Près de dix millions de téléspectateurs ont ainsi regardé les rencontres de National sur les réseaux sociaux de la FFF pour la saison 2024-2025.